# Харитона
Харитона (средином 4. века нове ере) је била римска царица, супруга цара Јовијана, римског цара. Неки историчари сумњају у то да ли је Харито добила титулу Августе јер ниједан археолошки доказ то још не потврђује.

## Име
Харитино име се не појављује у делу Амијана Марцелина, једном од главних извора владавине њеног мужа. Чини се да је најранији извор који бележи њено име „Хронографикон синтомон“ патријарха Нићифора I од Константинопоља. Најранији латински извор који је то учинио био је превод хронографикона Анастасија Библиотекара. Тимоти Барнс сматра да њено одсуство из Амијановог извештаја одражава њен недостатак политичког утицаја. Барнс примећује да Амијан не именује Албију Доминику, Валенсову жену, чији је утицај такође био ограничен.

## Породица
Према Амијану и Зосиму, Харитона је била Луцилијанова ћерка. Луцилијан је био војни заповедник смештен у Сирмијуму током касне владавине цара Констанција II. Служио је као командант у сукобу са Сасанидским царством 350. године. Затим је служио као комес доместикорум под цезаром Констанцијем Галом.
Године 358 -359, Луцилијан и Прокопије су чинили друго посланство које је цар Констанције II послао цару Шапуру II, преговарајући о условима мира и враћајући се без резултата. Луцилијан је касније покушао да се супротстави напредовању Јулијана и његових снага против цара Констанција II. Међутим, он је поражен и отпуштен је из римске војске када се Јулијан попео на престо.
Амијан и Зосим дају два мало различита извештаја о улози царског таста у краткој Јовијановој владавини. Луцилијан је враћен на дужност и добио је наређење да се пресели у Медиоланум. У тајности, Јовијан га је такође замолио да „са собом поведе неке људе одабране због њихове искушане снаге и лојалности, са намером да искористи њихову подршку како би услови представљени лакшим него што су били“.
Повратак Луцилијана у акцију довешће до његове смрти нешто касније. Убили су га његови људи након што је проширена лажна гласина по да је цар Јулијан још увек жив.
Према Зосиму, Луцилијан је убијен зато што је носио лошу вест о Јулијановој смрти. Ова два извештаја се разликују по локацији смрти, Ремсу или Сирмијуму, и о томе које су јединице биле одговорне. Амијан га оставља нејасним, док Зосим указује на одређене јединице.

## Царица
Харито се удала за Јовијана, Варонијановог сина. Њен свекар је био трибун Јовијана и постаје доместикорум. Варонијан се повукао у приватни живот за време Јулијанове владавине. Јовијан је такође наставио војну каријеру, служећи као примикериус доместикорум под царем Јулијаном. Имали су најмање једног сина, такође по имену Варонијан. Филосторгије тврди да је Варонијан био један од два сина. Други син није именован. Међутим, ово кратко помињање је једини извор који помиње или сугерише постојање другог сина.
Цар Јулијан је 26. јуна 363. смртно рањен у бици код Самаре. Умро је неколико сати након завршетка сукоба. Био је без деце и никада није одредио наследника. Дана 27. јуна, преостали официри кампање су наставили да бирају новог цара, бирајући Јовијана из нејасних разлога. Харитона је постала нова царица.
Цар Јовијан и млађи Варонијан служили су као римски конзули 364. Речник хришћанске биографије и књижевности до краја шестог века Хенрија Вејса бележи да су се Харитона и њихов син придружили цару до краја 363, што се може утврдити одломком Темистија. Али Јован Зонара извештава да се Харитона и Јовијан нису срели током његове владавине, што је могућа грешка према Речнику. Цар Јовијан је 17. фебруара 364. умро у Дадастани, а сачувани су различити извештаји о начину његове смрти. Амијан, на пример, упоређује смрт цара Јовијана са смрћу Сципиона Емилијана и чини се да је сумњао на убиство.
Еутропије извештава да је цар Јовијан „по доброти царева који су га наследили, деификован“, што указује да се пракса царског култа наставила барем до овог тренутка. Зонара извештава да су цар Јовијан и царица Харитона сахрањени у цркви Светих Апостола у Константинопољу.

## Удовиштво
Историја опадања и пада Римског царства Едварда Гибона извештава да:
Тело Јовијаново послато је у Цариград, да буде сахрањено са претходницима, а тужну поворку на путу је дочекала његова жена Харитона, ћерка комеса Луцилијана; која је још плакала због недавне смрти свог оца и журила да осуши сузе у загрљају царског мужа. Њено разочарање и туга били су огорчени стрепњом мајчинске нежности. Шест недеља пре Јовијанове смрти, његов мали син је постављен у курилску столицу, украшен титулом Нобилисимуса, и сујетним почастима конзулства. Несвестан свог богатства, царски младић, који је од свог деде узео име Варонијан, само је љубомора владе подсетила да је син цара. Шеснаест година касније био је још жив, али је већ био лишен ока; а његова напаћена мајка очекивала је сваког часа, да ће невина жртва бити отргнута из њеног наручја, да својом крвљу умири сумње владајућег принца.
Спомињање да је Варонијан полуслеп долази из „Омилија о Филипљанима“ Јована Златоустог. „Другог опет, његовог наследника, уништиле су штетне зависности, и његова чаша за њега више није била пиће, већ смрт. А његовом сину је избодено око, из страха од онога што ће уследити, иако није учинио ништа лоше. " Луј-Себастијен Ле Наин де Тилемон први је идентификовао отрованог цара са царем Јовијаном, а сина са Варонијаном. Гибон и други су следили ово тумачење. Тилемонт је претпоставио да је Варонијан на крају погубљен, али не постоји антички или средњовековни текст који подржава ту идеју.
Помињање судбине царице Харите долази из „Писма младој удовици“ патријарха Јована Златоустог, написаног 380. године.
Прелазећи сада кроз давна времена, од оних који су владали у нашем нараштају, укупно деветоро, само су двојица окончала живот природном смрћу; а од осталих једног је побио узурпатор, једног у борби, једног од завера његових кућних чувара, једног од самог човека који га је изабрао и обукао у пурпур, и од њихових жена, неке су, како се прича, умрле од отрова, друге су умрле од пуке туге; док од оних које су још преживеле има једана, која има сина сироче, дрхти од уплашености да га неко од оних који су на власти стрепећи од онога што се може десити не уништи, друга је невољно попустила много молби да се врати из изгнанства у које ју је он отерао који је држао главну власт.
Оригинални одломак је прилично нејасан у томе што се заправо не именују поменути цареви или царице. Тумачење које су дали Гибон и други поистовећује два цара која су умрла природном смрћу са царем Константином I и царем Констанцијем II. Узурпатор је убио цара Констанса I, убијеног по наређењу узурпатора Магненција. Сматра се да је убијени у борби био цар Константин II. Тај кога су његови чувари убили је цар Јовијан, пошто је патријарх Јован Златоусти исто веровање изразио у другом свом тексту. Човек који га је уздигао у пурпур убио је Констанција Гала, кога је цар Констанције II прогласио за цезара и касније је погубљен по наређењу истог цара. Сматра се да је царица која трепери за животом свог сина царица Харитоna. Она која се враћа из прогонства условно се поистовећује са царицом Марином Севером, првом женом цара Валентинијана I и мајком цара Грацијана. Међутим, идентификација је веома сумњива у овом случају јер њен живот након развода није забележен у другим изворима.
Блетери је сматрао да је царица Харитона била хришћанин и коментарише „никоме више нису биле потребне чврсте утехе које само хришћанство може да пружи“.